# Adam Kaspar Hesselbach
Adam Kaspar Hesselbach oder Adam Caspar Hesselbach (* 15. Januar 1788 in Würzburg; † 6. Mai 1856) war ein deutscher Anatom und Chirurg.

## Leben
Als Sohn von Franz Kaspar Hesselbach (auch Franz Caspar Hesselbach), einem Wundarzt und Prosektor am Würzburger Juliusspital, studierte Adam Kaspar Hesselbach Medizin an der Julius-Maximilians-Universität Würzburg. 1806 wurde er im Corps Franconia Würzburg aktiv. 1818 wurde er zum Dr. phil. et med. promoviert. Im Frühjahr 1816 noch als Gerichtswundarzt im Landgericht Würzburg tätig (für eine Auswanderung nach Königsberg in Preußen, wohin er einen Ruf als Prosektor erhalten hat, erhielt er keine Erlaubnis), war er, bestimmt dazu im Herbst 1816, von 1817 bis 1828 als Nachfolger seines Vaters Prosektor des anatomischen Instituts am Juliusspital. Eine trotz fehlenden Schul- und Universitätsabschlusses 1823 getätigte Bewerbung als Nachfolger Ignaz Döllinger schlug fehl und führte zudem zu Kompetenzstreitigkeiten mit dem neuen Lehrstuhlinhaber Karl Friedrich Heusinger. Hesselbachs Stelle dort übernahm dann von 1829 bis 1864 der wenig qualifizierte Gottfried von Siebold (1802–1866), der älteste Sohn von Barthel von Siebold und ein Vetter von Philipp Franz von Siebold.
Als Dozent und Professor der Chirurgie wurde Hesselbach 1828 an die chirurgische Schule zu Bamberg versetzt und zugleich zum Oberwundarzt des dortigen allgemeinen Krankenhauses ernannt. 1833 wurde die chirurgische Schule geschlossen. Ab 1836 lehrte er an der neu gegründeten Baderschule in Bamberg, die 1843 ebenfalls geschlossen wurde.
Hesselbach galt als „eingebildeter und unverträglicher Charakter“; jedoch sei er ein „sehr gut beanlagter Mann“, der auf dem Gebiete der Anatomie und Chirurgie einiges geleistet habe. Er befasste sich vor allem mit dem Leistenbruch und erfand das Bruchband. Nach Hesselbach und dem englischen Anatomen und Chirurgen Astley Paston Cooper wurde ein Typ der Femoralhernie benannt.

## Ehrungen
- Herzoglich Sachsen-Ernestinischer Hausorden[6]

## Schriften
- Vollständige Anleitung zur gesetzlichen Leichenöffnung. Würzburg 1812; 2., erweiterte Auflage 1819: Handbuch fuer gerichtliche Aerzte und Wundärzte bei gesetzmäßigen Leichenöffnungen.
- Die sicherste Art des Bauchschnittes in der Leiste. Bamberg/Würzburg 1819.
- Über den Ursprung und Verlauf der unteren Bauchdeckenschlagader und der Hüftlochbeinschlagader. Nachtrag zu seiner Schrift über die sicherste Art des Bruchschnittes in der Leiste. Bamberg/Würzburg 1819
- Bericht von der Königlichen anatomischen Anstalt zu Würzburg, mit einer Beschreibung des menschlichen Auges und der Anleitung zur Zergliederung desselben. Studienjahr 1818/1819 Nitribitt, Würzburg 1820.
- Der äussere Schenkelbruch, entdeckt und beschrieben von Dr. A. K. Hesselbach. In: Cajetan von Textor (Hrsg.): Der neue Chiron. Band 1, 1821, Stück 1, S. 94–114.
- Beschreibung der pathologischen Präparate, welche in der königlichen anatomischen Anstalt zu Würzburg aufbewahrt werden. Heyer, Gießen 1824.
- Die Lehre von den Eingeweidebrüchen. 2 Teile. Würzburg 1829–1830.
- Die Erkenntnis und Behandlung der Eingeweidebrüche – durch naturgetreue Abbildungen erläuter. Nürnberg 1840.
- Handbuch der chirurgischen Pathologie und Therapie für praktische Aerzte und Wundärzte. Jena 1844.[6]